# Bert Campbell
Bert Campbell (* 21. März 1918 in Küsnacht als Albert Wirz; † 3. Februar 2001 in Zürich) war ein Schweizer Musiker (Piano, Orgel) und Orchesterleiter des Jazz und der Unterhaltungsmusik.

## Leben und Wirken
Campbell erhielt ab dem siebten Lebensjahr musikalischen Unterricht durch seine Mutter. Später studierte er klassische Musik am Zürcher Konservatorium bei Andreae. Bereits in jungen Jahren war er jazzbegeistert. In den frühen vierziger Jahren leitete er eine eigene Bigband, zu der auch internationale Musiker gehörten, welche aus den nationalsozialistischen Nachbarländern in die Schweiz emigriert waren. Seine Band, die als ebenbürtig mit den Original Teddys, Hazy Osterwald und den Lanigiros galt, gastierte häufig in Saisonorten wie Tschuggen, Arosa, und im Carlton Hotel St. Moritz. Zwischen 1953 und 1980 arbeitete er als Prokurist und Abteilungsleiter in der Schweizer Verwertungsgesellschaft SUISA. Daneben war er im Nebenberuf als Pianist, später auf Hammond- und Lowrey-Orgeln mit einem Sextett tätig. Diese Band, zu der Musiker wie Fernand Fantini, Pierre Cavalli oder Antonio Conde gehörten, galt als eine der besten Schweizer Gala-Formationen jener Zeit. Mit ihr nahm er mehrere Alben auf. Nach 1980 spielte er mehrere Jahre als Solo-Pianist und Organist jeden Mittwochabend zum Candlelight-Dinner und sonntags zum Tanztee im Zürcher Grandhotel Dolder. Später bestritt er häufig im Zürcher Hotel Splendid die Jazz-Sonntagabende.
Weiterhin verfasste er auch zahlreiche Arrangements von nord- und lateinamerikanischen Standards, die er in Sammlungen publizierte.

## Diskographische Hinweise
- Bert Campbell Sextett: dance a gogo (Elite Special, 1971)
- Bert Campbell: in Concerto (Activ Records, 1977)
- Bert Campbell: Golden Greats, (Polydor, 1979)

## Lexigraphische Einträge
- Bruno Spoerri (Hrsg.): Biografisches Lexikon des Schweizer Jazz. CD-Beilage zu: Bruno Spoerri (Hrsg.): Jazz in der Schweiz. Geschichte und Geschichten. Chronos-Verlag, Zürich 2005, ISBN 3-0340-0739-6.

| Personendaten    | Personendaten                            |
| ---------------- | ---------------------------------------- |
| NAME             | Campbell, Bert                           |
| ALTERNATIVNAMEN  | Wirz, Albert (Geburtsname)               |
| KURZBESCHREIBUNG | Schweizer Jazz- und Unterhaltungsmusiker |
| GEBURTSDATUM     | 21. März 1918                            |
| GEBURTSORT       | Küsnacht, Kanton Zürich, Schweiz         |
| STERBEDATUM      | 3. Februar 2001                          |
| STERBEORT        | Zürich, Kanton Zürich, Schweiz           |